# Яновский, Амвросий Васильевич
Амвросий Васильевич Яновский (укр. Амвро́сій (Амбро́зій) Васи́льович Яно́вський; 17 декабря 1810, Смольная, Королевство Галиции и Лодомерии, Австрийская империя — 1 марта 1884, Рим) — галицко-русский общественный и политический деятель, педагог. Доктор философии.

## Биография
Родился в семье греко-католического священника. Окончил философский факультет Львовского университета. С 1834 года учительствовал в Черновцах и Перемышле. С 1848 года — педагог Львовской академической гимназии, с 1856 года — директор второй Львовской гимназии. В 1861 году стал заместителем инспектора, а с 1864 — инспектором гимназий Галиции.
Председатель комиссии по созданию украинских гимназических учебников (с 1862). В 1868—1881 годах вновь работал директором второй Львовской гимназии.
В 1878 году ему было пожаловано дворянство.
Деятель галицко-русского культурно-образовательного движения Прикарпатской Руси.
Член культурно-просветительского Русского народного дома, член и вице-председатель Ставропигийского института (1873—1876), возглавлял Галицко-русскую матицу. Был первым председателем Русского педагогического общества «Рідна Школа» (Родная школа).
В 1861—1882 годах — посол (депутат) Галицкого краевого сейма и Рейхсрата (1873—1879).
Умер внезапно во время посещения Рима.